# ジョン・デヴァルー (第9代チャートリーのフェラーズ男爵)
第9代チャートリーのフェラーズ男爵ジョン・デヴァルー（John Devereux, 9th Baron Ferrers of Chartley, 1464年ごろ - 1501年5月3/7日）は、イングランド貴族。

## 生涯
ジョンは1464年ごろ、第8代チャートリーのフェラーズ男爵とその最初の妻でチャートリーのフェラーズ男爵の相続人アン・フェラーズの長男、相続人として生まれた。父ウォルターは1485年8月22日、ノーフォーク公ジョン・ハワード率いるイングランド王リチャード3世側としてボズワースの戦いに参加し、戦死した。リチャード3世はこの戦いで戦死し、ヘンリー7世がイングランド王となり、ウォルターが私権剥奪されたため、ジョンは領地を没収された。
1486年、ジョンは父が有していた母の財産を相続した。1487年9月1日、ジョンはフェラーズ男爵として議会に召集され、父の領地の没収の取り消しを請願し、それが認められ、1489年に父の未亡人が終身保有していたものを除く父の領地を相続することができた。ジョンは生涯ヘンリー7世に忠誠を誓い続けた。

## 家族
ジョンは最初にセシリー・バウチャーと結婚した。セシリーはバウチャー子爵ウィリアム・バウチャー（初代エセックス伯ヘンリー・バウチャーの長男）とアン・ウッドヴィルの娘であった。ジョンとセシリーとの間には2子が生まれた。
- ウォルター（1488年 - 1558年）[1][2] - 初代ヘレフォード子爵
- アン（1490年頃生） - サー・デイヴィッド・オーウェンと結婚[2]、ニコラス・ゲインズフォードと再婚、ジョン・ハーマンと再々婚

セシリーは1493年6月までに亡くなり、ロンドンのセント・マイケル・パターノスター王立教会墓地に埋葬された。ジョンは2度目の結婚でロバート・ランガムの娘エリザベス・ランガムと結婚した。
ジョンは1501年5月3日か7日に亡くなり、息子のウォルターが跡を継いだ。